# Aceitunas Serpis
Aceitunas Serpis es una empresa española de alimentación especializada en la
comercialización de aceitunas , tapeos y encurtidos . Fue fundada en el año 1926
por Cándido Miró Rabasa y tiene su sede en la ciudad alicantina de Alcoy.
Su fundador aprovechó la industrialización de la ciudad para conseguir fabricar un producto
innovador apoyado por la gran cantidad de empresas de maquinaria que existían en Alcoy.
Para elaborar sus productos se utiliza la variedad de aceituna manzanilla fina procedente de la
provincia de Sevilla y la aceituna negra cacereña, ambas recogidas a mano.
En la actualidad sus productos se distribuyen envasados en latas , frascos de cristal o doy-packs  y
se consumen en los 5 continentes del mundo.

## Historia
Cándido Miro Rabasa fue precursor en la fabricación e industrialización de las aceitunas rellenas de anchoas, cuando en el año 1926 fue capaz de fabricar una máquina para producir
una tapa típica de Alcoy que hasta entonces se hacía de forma artesanal en los
establecimientos locales. De ese modo empezó su actividad la empresa Aceitunas El Serpis,
adquiriendo el nombre del río que atraviesa la ciudad.
Actualmente aceitunas Serpis fabrica y distribuye sus productos en todo el mundo, con una
nueva imagen de marca, con nuevas tecnologías aplicadas a la fabricación y control de sus
productos y con nuevos rellenos para las aceitunas como: pimientos, atún, queso azul, jamón
serrano, ajo, chorizo, cebolla, chili, boquerón, curry, massala y tabasco.
Los rellenos de las aceitunas siguen siendo de fabricación propia con el fin de controlar el
sabor y la calidad de la misma.
En la primavera de 2007 la empresa inauguró una nueva sede, con nueva imagen de marca y
tecnología punta aplicada a la producción, con ello consiguen duplicar su producción hasta
alcanzar los 3.000.000 de kilos de aceitunas al més.